# Aïn Youcef
Aïn youcef (anciennement Lavayssière pendant la colonisation française), est une commune de la wilaya de Tlemcen en Algérie.

## Géographie

### Situation
Le territoire de la commune d'Aïn Youcef est situé au nord de la wilaya de Tlemcen, à environ 18 km à vol d'oiseau au nord de Tlemcen.
| Remchi, Sebaa Chioukh | Sebaa Chioukh | El Fehoul             |
| Remchi                | Aïn Youcef    | El Fehoul, Bensekrane |
| Remchi                | Hennaya       | Amieur                |

### Localités de la commune
En 1984, la commune d'Aïn Youcef est constituée à partir des localités suivantes :
- Aïn Youcef
- Aïn Ouahab
- Ahmed Bentayeb
- Sidi Youcef
- Aïn El Barda
- la ferme de Bouchnafa
- Boukoura

## Histoire
En 1891, lors de la colonisation, la ville est nommée Lavayssière et fait partie du département de Tlemcen. Après l'indépendance, elle prend le nom de Aïn Youcef.

## Culture
L’Allaoui
L'allaoui ou laâlaoui est une musique et danse traditionnelle guerrière connue de l'Ouest algérien spécifique de la région de Tlemcen.
On retrouve cette danse dans la région de Tlemcen notamment à Ain youcef :
Elle est dansée par des mouvements d'épaule au rythme des percussions. Elle trouve ses origines dans les Hauts Plateaux oranais.
La fantasia
La fantasia est une tradition équestre pratiquée essentiellement dans la région de l’Oranie se manifestant par la simulation d'assauts militaires.
Personnalités publiques née à Ain Youcef : salah de Montfermeil , célèbre danseuse du ventre des années 20 -salah , une danseuse envoûtante aux éditions Atlas.